# Stanley Anderson
Stanley Anderson (Billings, 23 oktober 1939 – Los Angeles, 24 juni 2018) was een Amerikaans acteur. Hij maakte in 1986 zijn film- en acteerdebuut als Tony LaCorte in The Imagemaker, maar was daarin niet te zien, alleen te horen. Vijf jaar later verscheen hij ook lichamelijk ten tonele, in zowel He Said, She Said als in Deceived. Sindsdien verscheen hij in meer dan twintig films, meer dan 25 inclusief televisiefilms.
Anderson speelde behalve in films verschillende keren als een wederkerend personage in televisieseries. Zo verscheen hij in The Drew Carey Show als George Carey, de vader van het titelpersonage. Ook speelde hij in meerdere afleveringen van zowel Law & Order als NYPD Blue, maar telkens als een ander personage. Anderson had eenmalige gastrollen in onder meer Seinfeld, Chicago Hope, Just Shoot Me!, Judging Amy, The X-Files, Ally McBeal, Crossing Jordan en Roswell.

## Filmografie
*Exclusief 5+ televisiefilms
| - The Last Shot (2004) - Time Well Spent (2004) - Runaway Jury (2003) - Legally Blonde 2: Red, White & Blonde (2003) - Red Dragon (2002) - S1m0ne (2002) - Spider-Man (2002) - 40 Days and 40 Nights (2002) - Proof of Life (2000) - The Kid (2000) - Waking the Dead (2000) - Arlington Road (1999) | - Armageddon (1998) - Shadow Conspiracy (1997) - The Rock (1996) - Primal Fear (1996) - City Hall (1996) - Canadian Bacon (1995) - The Pelican Brief (1993) - RoboCop 3 (1993) - Deceived (1991) - He Said, She Said (1991) - The Imagemaker (1986, stem) |

## Televisieseries
*Exclusief eenmalige gastrollen
- The Drew Carey Show - George Carey (1995-2004, tien afleveringen)
- The Practice - Dr. Gale (1997-2004, drie afleveringen)
- Players - Henry Chalmers (1997, twee afleveringen)

- Biblioteca Nacional de España: XX5647365
- International Standard Name Identifier: 0000 0000 4815 5803
- Library of Congress Control Number: no2004098636
- Nationale Bibliotheek van Tsjechië: xx0149765
- Nationale Bibliotheek van Israël: 987007446256305171
- Virtual International Authority File: 14489622
- WorldCat: E39PBJxxgC8pBjkRvcdQWc3PcP